# Andrew Van De Kamp
Andrew Van De Kamp – postać fikcyjna, bohater serialu Gotowe na wszystko. Grał go Shawn Pyfrom.

## Charakterystyka
Twój ojciec był moim przyjacielem. Gdyby wiedział na jaką gnidę wyrosłeś, sam sprał by Cię na kwaśne jabłko. (...) Jeśli nie zaczniesz traktować matki z szacunkiem, sam się tobą zajmę.

(...) faktem jest, że nie cierpię kłamców.

(...) uśmiechamy się, i nie dajmy nic po sobie poznać. Jak mój syn Andrew: nikt by nie pomyślał, że pół roku żył na ulicy, utrzymując się z żebrania i prostytucji. (...) To moje dzieci i kocham je, ale odczuwam ulgę, że już nie żyję.

(...) Bądźmy szczerzy: zgotowałeś mi piekło.

Byłeś krnąbrnym nastolatkiem, ale dorosłeś i jesteś bardzo miły.

Andrew Van De Kamp, kochasz włoskie buty i stare meble. Z historii w przeglądarce wiem, że kochasz też lekarzy wojskowych badających młodych rekrutów. Nie kochasz dziewczyn. (...) bo homoseksualizmu się nie wybiera. Taki się urodziłeś. Wiele o tym myślałam i w końcu to do mnie dotarło. Kochanie, jesteś tu, jesteś dziwny i przywykłam do tego.

## Przeszłość
Andrew urodził się w 1988 roku. Przy jego narodzinach były komplikacje, ponieważ pępowina owinęła się wokół jego szyi.
Wraz z rodzicami wprowadził się z rodzicami do Fairview, 4354 Wisteria Lane. w 1994 roku. Musiał przeprosić Mary Alice Young za to, że ukradł z jej ogródka ceramiczną żabę, słowami „Przepraszam, że panią okradłem. Mama nauczyła mnie odróżniać dobro od zła, więc moje czyny nie powinny wpłynąć na opinię o niej jako o matce”.
Będąc już starszym chłopcem, zamierzał startować w klasowych wyborach na przewodniczącego. Dzień przed ogłoszeniem kandydatury, usłyszał od matki „Jesteś pewien? Brak Ci genu przywódcy”. Później, nawet nie wysłuchała przemówienia. Ma młodszą siostrę, Danielle, urodzoną rok później.

## Historia

### Sezon 1
Andrew wszedł w okres buntowniczy, zwłaszcza wobec konserwatywnej matki. Narzekał na Bree, że za dużo przebywa w kuchni i został okłamany przez nią w sprawie wyprowadzenia się ojca z domu. Prawdy dowiedział się od ojca. Udał się do klubu ze striptizem, ale Bree wyciągnęła go stamtąd siłą perswazji. Przeprosiła za kłamstwo, ale zabrała mu drzwi od pokoju na 3 miesiące.
Bree i Rex przyszli do szkoły Andrew, gdzie wepchnął głowę pierwszoklasisty do szafki, przez co złamał mu nos. Van De Kampowie zaczęli się kłócić i dyrektorka (Trisha Simmons), zaproponowała by chłopak został za karę po lekcjach.
Rodzice oświadczyli dzieciom, że się rozwiodą a Andrew od razu zgłosił chęć zamieszkania z ojcem. Rex kupił synowi samochód, ale odmówił matce gdy wyniosła jego rzeczy z domu by go zwrócił i za co ponownie otrzyma prawo wejścia do domu. Pokłócił się z ojcem o chęć mieszkania u niego i potrącił Juanitę Solis pod wpływem alkoholu. Bree z Rexem ukryli samochód w swoim garażu a następnie porzucili wraz z kluczykami w ubogiej dzielnicy Fairview.
Andrew nie okazywał żadnej skruchy wobec swego czynu, a był wręcz wściekły na to, że stracił auto. Gdy dowiedziała się, że zażył marihuanę i od Danielle, że trzyma ją w szafce w pływalni, anonimowo doniosła szkole o całej sprawie. Rex skrzyczał syna, że trzymał marihuanę.
Gdy ojciec chłopaka dostał pierwszego ataku serca, Bree zdecydowała się wyrzucić Rexa z domu, ale jej dzieci ją powstrzymały. George Williams odwiózł Bree pod dom i mieli się pocałować, ale Andrew im przeszkodził i zaczął się kłócić z matką. Bree powiedziała synowi, że Rex miał romans, ale on nie uwierzył. Nazajutrz, Andrew potwierdził informacje u ojca i chciał pomóc matce wyrzucić go z domu, ale ona wyznała, że nadal go kocha i dlatego ma go szanować. Rex wszystko usłyszał.
Bree wkrótce znalazła prezerwatywę w praniu. Najpierw podejrzewała Rexa, ale on powiedział, że musiała należeć do Andrew. Danielle przyznała się, że to ona ją kupiła. Andrew i Danielle poszli na prywatkę przy basenie u Zachary’ego Younga. Andrew naigrawał się z Zacha i zostali sami z Justinem. Razem całowali się w basenie i Susan Mayer ich nakryła.
Andrew został przyłapany przez woźnego jak palił z przyjaciółmi w samochodzie. Nie posłuchał porad mężczyzny i odjechał, przez co wyrzucili go ze szkoły, na dwa miesiące przed jej ukończeniem. Rex nie mógł uwierzyć w to a Bree przedstawiła mu kilka broszur z „obozów szkoleniowych” dla trudnej młodzieży. Rex nie był przekonany i poprosił żonę o rozmowę z synem. Andrew okazał się jednak butny i arogancki wobec matki. Nawet podłożył jej nogę tak że prawie się przewróciła. Ojciec, który to widział i surowo zakazał takiego traktowania matki. Zdecydowali, że pojedzie do Camp Hennessey. Dwoje pracowników obozu wytargało Andrew z łóżka a on, zanim wyszli, zdążył opluć matkę.
Bree przygotowała karton z jedzeniem dla syna i odwiedzili go w obozie. Andrew chciał się początkowo spotkać tylko z ojcem, ale Bree wdarła się na ich spotkanie, po czym wygłosiła krótki monolog, że jest dobrą matką skoro zapewniła synowi edukację, miłość i dobry, czysty dom. Rex powiedział żonie, że Andrew dlatego chciał się widzieć z nim, bo myślał, że lepiej przyjmie homoseksualizm syna.
Van de Kampowie zabrali syna z obozu. Wieczorem zaprosili pastora Sykesa. Miał on nawrócić Andrew na heteroseksualizm. Podczas rozmowy pastor nie naciskał a Rex wręcz przeciwnie, wsparł syna na jego drodze. Wtedy Bree wyznała, że Rex jest masochistą. Potem tłumaczyła się synowi, że nie chciała by on trafił do piekła. Dlatego też Andrew zgodził się porozmawiać z pastorem.
Chłopak wyznał pastorowi, że zwiedzie matkę zachowując się dobrze, i zaatakuje ją w najmniej spodziewanym momencie, pastor przyrzekł na Biblię, że zachowa wszystko co powiedzą w tajemnicy. Sykes zaniepokoił się zachowaniem chłopaka. Krótko potem Rex zmarł w wyniku trzeciego zawału serca.

### Sezon 2
Do Bree przyjechała jej była teściowa Phyllis Van De Kamp. Bree zakazała jej wejścia na pogrzeb. Dzieci Rexa wymusiły zmianę decyzji a Bree wysłała ją wkrótce potem do domu.
Sama powiedziała też dzieciom o postępowaniu policyjnym a Andrew stwierdził, że wierzy w niewinność matki bo nie ma odwagi do popełnienia morderstwa. Bree wiedziała, że dzieci mają wątpliwości. Zażądała od policji by Andrew i Danielle byli obecni przy przesłuchaniu jej za pomocą wykrywacza kłamstw. Procedura wykryła, że Bree podświadomie kocha George’a Williamsa. 
Bree próbowała pogodzić kłócących się Andrew i George'a. Ogłosiła termin wspólnej kolacji. Andrew nie chciał przyjść, ale Bree zaszantażowała go nie wpłaceniem dużej sumy dolarów na klub pływacki, jeśli by się nie pojawił. Andrew udawał, że się śmiał z dowcipów George’a a gdy jego matka i siostra poszły do kuchni, wykorzystał sytuację. Spytał się czy był z kobietą, bo „troszczył się o to czy jego matka będzie zaspokojona seksualnie”. Zdradził także jaki dźwięk miała wydawać Bree podczas stosunku z jego ojcem. Bree weszła do jadalni i podała deser. Gdy go spróbowała, wydała identyczny dźwięk, który oddał chwilę wcześniej Andrew. George nie wytrzymał i wstał. Kategorycznie zażądał by Andrew poszedł do siebie. Bree go nie poparła, dlatego też wyszedł.
Bree i George znowu się spotkali. Farmaceuta stwierdził, że nie mogą być razem. Dowiedział się też, że Andrew był już kiedyś na karnym obozie. Trafił by tam ponownie tylko gdyby jego zachowanie się drastycznie pogorszyło. Bree zdecydowała, że skupi się na synu. George przyszedł na zawody pływackie Andrew z prezentem dla Bree i ta objęła go z wdzięczności. Mężczyzna zaczął całować usilnie jej szyję. Andrew wyszedł z basenu i rzucił się na George’a. Bree wysłała syna ponownie na obóz Hennessey.
Chłopak wrócił do domu dopiero wtedy gdy George zmarł a detektywi, na podstawie twardych dowodów, wskazali aptekarza jako mordercę Rexa. Gdy dowiedział się o wszystkim od matki, oskarżył ją o to, że przez nią zmarł jego ojciec. Dlatego też wypowiedział jej posłuszeństwo. Ostrzegł też ją, że przyjdzie do niego Justin. Został on wkrótce wtajemniczony w plan Andrew, akurat gdy Bree wyjawiła synowi, że nie zapobiegła śmierci aptekarza.
Andrew pocałował Justina przed domem. Bree źle to przyjęła i uznała by tego nie robił. Andrew za to kpił z jej uzależnienia od wina. Nazajutrz rano Bree nakryła Andrew z Justinem, zupełnie nagich w łóżku. Próbowała zakazać spotkań z nim ale Andrew zagroził matce, że pójdzie na policję i powie im o udziale Bree w samobójstwie George’a. Wdowa po Rexie zapłaciła Karlowi Mayerowi za poradę prawną i ten wyjaśnił Andrew, że jego matka nie złamała prawa. Gdy Andrew zagroził, że zbezcześci jej dobre imię tą informacją, Karl poprosił Bree o nową kawę do kuchni a sam przycisnął chłopaka do ściany. Zagroził młodemu sąsiadowi, że jeśli sam nie nabierze szacunku do matki, on mu go wpoi ręcznie.
W międzyczasie problem alkoholowy Bree zaczął narastać tak, że gdy wracała z restauracji, była kompletnie pijana. Dzięki Karen McCluskey, Andrew obudził matkę zraszaczami od wody. Naśmiewał się z jej porannej niedyspozycji i nie uwierzyły w jej wyjaśnienia.
Andrew poprosił matkę o samochód ze swojego funduszu powierniczego. Miał mieć do niego pełny dostęp za 3 lata. Bree odmówiła, argumentując to rozrzutnością i brakiem cierpliwości. Kiedy porównał matkę do starej pijaczki, spoliczkowała go. Wieczorem Andrew poprosił Justina, z pierścionkiem Bree na palcu, by go uderzył. Zrobił to minimum dwa razy i to bardzo niechętnie.
Nazajutrz u Van De Kampów pojawił się adwokat Samuel Bormanis. Ojciec Bree, Henry, nie dopuścił do rozpoczęcia procesu. Wizyta dziadków, w tym Eleanor Mason – macochy Bree, spowodowała jedynie kasację funduszu ich wnuka. Bree zaproponowała synowi ułożenie wzajemnych stosunków na nowo i jako gest dobrej woli, zaprosiła Justina na kolację.
Gospodyni, od czasu spotkania z adwokatem syna, chodziła na spotkania byłych alkoholików. Jej opiekunem był Peter McMillan. Andrew dowiedział się wkrótce, że Peter był seksoholikiem o orientacji biseksualnej. Przespał się z nim w sypialni Bree a nazajutrz kobieta wywiozła syna na pustkowie, pod pozorem zwiedzenia „Perkins college”. Pożegnała go przy stacji benzynowej z zapakowaną częścią jego rzeczy i pieniędzmi do czasu znalezienia pracy. Dała mu wolność i przyznała mu rację, że zwyciężył. Bree rozpowiedziała wszystkim, oprócz Susan Mayer, że uciekł z domu.

### Sezon 3
Andrew tułał się po jadłodajniach i ulicach Fairview przez kolejne 7 miesięcy. By przeżyć, prostytuował się i spał na gazetach. Z jednej z nich wyczytał, że jego matka wyszła ponownie za mąż. Gdy reporterka (Christine Clayburg) zrobiła o nim relację telewizyjną, Bree zaczęła go szukać. Gdy się spotkali, nie chciał mieć z nią nic wspólnego. Ojczym, Orson Hodge, odszukał go i kupił mu posiłek, po czym namówił pasierba na powrót do domu. Andrew nie był przekonany bo nadal chciał karać matkę, ale usłyszał, że kiedyś ból minie a on zostanie z błędami przeszłości. Wrócił do domu.
Wkrótce rodzina ustaliła, mimo oporów Andrew, że syn Bree był na prestiżowym obozie teatralnym. Razem też wybrali się na wystawę początków Fairview. Tam Andrew zauważył doktora Howarda Keck'a (Terry Rhoads), „szanowanego obywatela” który był jego klientem. Orson dowiedział się prawdy od Andrew i przekazał żonie informacje o tym do czego doszło.
Gdy na jaw wyszła afera z Danielle i Robertem Faladi Bree była zszokowana. Andrew pocieszył matkę, że nie jest zła, a dzieci zawsze ciągną do zakazanego. Nie chciał się jednak podzielić przeżyciami z ulicy. Przystał jednak na wersję z obozem dramatycznym, bo taką historię przekazał przyjaciołom.
Andrew szydził z siostry za wybór starszego kochanka. By zwrócić na siebie uwagę, udała, że chciała popełnić samobójstwo. Andrew ze spokojem powiedział o tym matce i ojczymowi. W szpitalu nadal kpił z postępku siostry ale Orson ostro zganił go za naśmiewanie się z samobójstwa. Rodzina poszła zatem na jedną sesję terapeutyczną.
Gdy Carolyn Bigsby zabarykadowała się w supermarkecie po tym, jak Bree powiedziała jej, że Harvey Bigsby miał romans z Monique Polier, Andrew przekazał zgromadzonym w ich domu mieszkańcom uliczki informacje od Edie Britt, Julie Mayer, Austin McCann i Lynette Scavo byli także w środku. Tylko Carolyn i Nora Huntington poniosły śmierć na miejscu.
Gdy nadeszły święta, Andrew pomagał matce „sprzedawać świąteczne kłamstwa”.
Julie Mayer umawiała się z Austinem McCann. Przyszła do Danielle podzielić się wrażeniami i Andrew doradził córce sąsiadki, że mężczyźni potrzebują seksu. Jeśli on będzie za długo czekał, ujrzy w Julie tylko przyjaciółkę.
Andrew otrzymał pracę w pizzerii małżeństwa Scavo. Przygotowywał ją do otwarcia. Wyjawił Lynette, że nie mają licencji na alkohol i gdy nie udało jej się załatwić zgody mieszkańców, Andrew zebrał formalne podpisy.
Andrew podsłuchał jak Bree zagroziła Orsonowi, że zgłosi go na policję, jeśli on sam nie doprowadzi do uniewinnienia Mike’a. Wieczorem jego matka spadła z drabiny usiłując zdjąć z okna domu satynowy woreczek z perłami w środku. Nic jej się nie stało, ale Andrew podejrzewał ojczyma o podpiłowanie szczebla i poprosił pielęgniarkę (Lynette Dupree) by nie dopuszczał Orsona do jego żony. Później Andew przekazał matce, że Orson prawdopodobnie chciał się zabić, gdyż spadł z dachu i znaleziono odciski jego butów na maskach samochodu. Przeżył, ponieważ drzewo powstrzymało siłę upadku. Na korytarzu spotkał Susan Mayer, której powiedział o pobycie swojej matki.
Bree przyjechała do domu a Andrew miał się nią zająć. Lynette poprosiła go jednak by popracował w lokalu, w wieczór jego otwarcia. Dlatego przekazał swe obowiązki siostrze. W pizzerii odpowiednio wcześnie zauważył Danielle i podążył do domu by uratować matkę przed Glorią, matką Orsona. Został znokautowany laską przybranej babci. Orson przyjechał tuz po nim i uratował sytuację, nokautując matkę, przez co dostała wylewu i paraliżu ciała. Wyniósł ją pod dom swej byłej żony, obecnie martwej Almy Hodge.
Bree wyjechała w podróż poślubną a Orson miał do niej dołączyć. Andrew dowiedział się jednak, że jego siostra jest w ciąży z Austinem. Orson i Andrew przekonali ojca dziecka do wyjazdu z Fairview. Natomiast Danielle pojechała z Orsonem i matką w podróż poślubną. Andrew został w domu i nadal pracował w „Pizzerii Scavo”. Miesiąc później, gdy Bree i Orson przyjechali ponownie na uliczkę, Andrew stał się strażnikiem tajemnicy „sztucznego brzucha” matki, czyli planu zaadoptowania siostrzeńca lub siostrzenicy przez Bree.

### Sezon 4
Andrew zaprotestował, że nie będzie uczestniczyć w tej „maskaradzie”. Nie chciał pomóc matce w założeniu sztucznego ciążowego, w dniu kiedy przyjechała Katherine Mayfair. Wkrótce Andrew zorganizował dla Stelli Wingfield dużą paczkę marihuany za pieniądze. Lynette była w trakcie chemioterapii i nic nie jadła a jej matka chciała to zmienić.
Zaaranżował też „przyjęcie pępkowe” dla swojej matki, gdzie zaprosił całą okolicę oraz Phyllis Van De Kamp. Była to jego, swego rodzaju, osobista zemsta za to, że matka nie pozwoliła zachować im skuteru, przesłanego przez nią dla Danielle. Na imprezie, Phyllis dowiedziała się o sekrecie swej eks synowej i miejscu przebywania wnuczki.
Phyllis zabrała Danielle do swojego domu w ośrodku emerytalnym. Andrew natomiast podsunął matce pomysł jak wyrwać siostrę stamtąd. Skoro babcia zaoferowała córce Rexa wygodne życie, Bree i Orson musieli ją przelicytować. Tak też się stało i Danielle wróciła na Wisteria Lane, tuż na Halloween.
Andrew poszedł na zabawę do domu Boba i Lee jako Cher. Danielle też przyszła, przebrana, by nie zwracać uwagi, za Bree. Wkrótce zaczęła rodzić w kuchni swego domu i na świat przyszedł zdrowy siostrzeniec Andrew a dziewczyna wyjechała z Fairview.
Chłopczyk dostał imiona Benjamin Tyson. Cała uwaga Bree była skupiona na dziecku. Wkrótce kilka źle zinterpretowanych i wypowiedzianych słów ze strony Bree doprowadziły do tego, że Andrew wyprowadził się do mieszkania w gorszej dzielnicy miasta. Mógł siebie sam utrzymać dzięki pracy u Scavo. Bree była w szoku i przyjechała do syna. Chciała go namówić na powrót, ale on się nie zgodził. Wytknął matce, że nigdy głośno go nie pochwaliła za to, że dojrzał i się zmienił. Pomimo tego podziękował jej, że pomogła mu dojrzeć. Wybaczył jej dawno także to, że wyrzuciła go z domu. Gdy poprosił Bree by położyła napój na podkładkę, Bree rozpłakała się ze szczęścia.
Po tornadzie, jaki przeszedł w Fairview, rodzina Hodge zamieszkała u Mike’a i Susan Delfino. Walter Bierlich (J.C. Mackenzie), gej i doskonała „złota rączka”, miał remontować dach Bree, jednakże zerwał z chłopakiem, co go przygnębiło. Bree wykorzystała syna by pocieszyć Waltera, a przez to, by naprawił im dom. W zamian Andrew miał dostać 16 − calowy płaski telewizor. Cały zamysł zepsuła Susan, która wolała zatrzymać Bree i jej zdolności organizowania jej życia u siebie.
Podczas gdy matka Andrew urządziła, wraz z Katherine, doroczny „Bal Fundatorów” Fairview, Andrew został w pizzerii. Poinformował telefonicznie Lynette o pożarze w restauracji Ricka Coletti. Wkrótce sprawa wyjaśniła się w gronie rodziny Scavo.
Pięcioletni przeskok
Rok po ślubie homoseksualnych sąsiadów, Bree zaprosiła ich do siebie. Wraz z Andrew oraz Katherine pożegnali w żartach i przy szampanie Orsona, który nazajutrz miał być zabrany przez policję, na trzy lata do więzienia. Po tym jak się sam dobrowolnie do nich zgłosił. W takiej atmosferze poprosił Bree o kolejny kieliszek szampana. Ta, za jego plecami, przerwała abstynencję od alkoholu.
W pewnym momencie, w trakcie 5 lat jakie minęły od odkrycia sekretu Katherine, Bree zatrudniła Andrew jako menedżera i wiceprezesa w swojej firmie kateringowej.

### Sezon 5
Orson poszedł do więzienia na trzy lata. Bree zaczęła pić alkohol od czasu do czasu. Gdy Danielle, zamężna z Leo Katz'em, zabrała 2 − letniego Benjamina, Bree nie miała już powodów by się ograniczać w piciu. Dopiero Katherine wyciągnęła ją z całego bałaganu, wypełniając jej puste życie pracą. Tak Andrew stał się asystentem Bree w firmie, która to rozkwitła.
Wkrótce też matka przedstawiła synowi nową okładkę pierwszej książki kucharskiej.
Kiedy Gabi straciła niemal wszystko: figurę, lśniące i długie włosy, piękno, poziom życia i samochód, sprzedała swoje sportowe auto i postanowiła kupić pojazd od Andrew. Była to jednak maszyna nadająca się praktycznie tylko do poważnej naprawy. Gabi zagroziła mu, że swoim autem zniszczy jego nowy, sportowy samochód, jeśli nie zapłaci 300 dolarów za chłodnicę. Andrew się zgodził.
Bree została „bizneswoman roku” miasta Fairview. Jeden z pracowników Bree, Charlie (Drew Tyler Bell), został przyłapany jak ukradł 200 dolarów z kasy na narkotyki. Było to nagrane na płycie, o której Charlie się dowiedział. Ukradł ją i zażądał 10 – krotnie większej sumy, niż zawłaszczył. Andrew odzyskał nagranie, zastraszając Charliego motocyklistami przekupionymi skrzynią piwa. Gdy razem odtworzyli płytę, by pokazać matce i ojczymowi co zarejestrowała, Bree i Orson zobaczyli nie siebie, lecz sąsiadów, który od niedawna się spotykali.
Po pożarze klubu „biały koń”, Bree i Orson poznali dr Alexandra Cominis, chłopaka Andrew.
Alex ogłosił na wspólnej kolacji ze swą matką Meliną w domu Hodge, że razem z Andrew zdecydowali się pobrać. Bree, chcąc zatrzymać ich blisko siebie a z dala od Meliny, kupiła im dom przy 4350 Wisteria Lane.
Wkrótce, dzięki Alexowi, Orson dowiedział się o podwyżce wypłaty Andrew. Pasierb zarabiał podwójną stawkę jego wypłaty. W ramach zemsty, ukradł mu drogi długopis, co było początkiem jego kleptomanii. Bree chciała nawet sprzedać swą firmę by powstrzymać Orsona. Jednakże Andrew przekonał matkę by tego nie robiła. Nie w imię niszczenia jej szczęścia.
Kilka dni później ojczym Andrew, chcąc ukryć prawdę o włamaniu do Rose Kemper, postanowił być szczęśliwy. Andrew mu nie wierzył i postanowił szukać adwokata rozwodowego, podczas gdy on miał się „napawać szczęściem”. Dzięki Katherine, Bree dowiedziała się, że Orson kłamał na temat Rose i powiedziała synowi, że zdecydowała się na rozwód.

### Sezon 6
W wieczór ponownego wesela Susan i Mike’a, Julie została niemalże uduszona. Andrew odwiedził swą przyjaciółkę w szpitalu, lecz była w śpiączce. Susan doceniła to, że jej córka i syn Bree zachowali przyjaźń przez te wszystkie lata. Andrew wyznał, że nie rozmawiali ze sobą od czasu gdy sześć miesięcy wcześniej Julie rzuciła szkołę medyczną. W tym czasie rozmyślała co zrobić ze swym życiem i pracowała jako kelnerka. Susan chciała wiedzieć z kim Julie się spotykała. Nie wierzyła, że córka mogłaby to zataić przed nią. Nie podała by przy tym jego imienia, gdyż tamten mężczyzna był żonaty.
Bree zatrudniła w swojej firmie Sama Allena. Ten zwolnił niekompetentnego Tada (Eric Ian Colton), z którym Andrew miał jednorazową seksualną przygodę. Wkrótce na jaw wyszedł fakt, że był to przyrodni brat Andrew i Danielle. Pierworodny syn Rexa i Lilian Allen (Linda Purl) sprzed ślubu z Bree. Dalszy rozwój wypadków doprowadził do nieoczekiwanej sytuacji. Sam dowiedział się o przestępstwie Andrew sprzed 11 lat od pijanej Danielle. Bree, w zamian za milczenie, przepisała mu swą całą firmę kateringową. Orson, mając w pamięci to, że Bree sama zmusiła go do pójścia do więzienia, za potrącenie Mike'a, odszedł od niej. Bree, za pozwoleniem Andrew, poszła do Gabi wyznać jej dawno skrywaną prawdę.

### Sezon 7
Gabrielle była rozgoryczona prawdą o winie Andrew za przejechanie teściowej. Postanowiła nie ujawniać tego mężowi. Po tym jak Bree potrąciła młodą Juanitę Solis, Gabrielle, Bree i Andrew zebrali się w szpitalu. Gabi skrzyczała oboje Van De Kampów i wyznała, że skrywa sekret tylko dlatego, że nie lubiła swojej teściowej. Andrew podziękował jej za to. Gdy Gabi wyszła, ostrzegł matkę przed zbytnim angażowaniem się w związek z 15 lat młodszym Keithem.
Znacznie później, wypuszczony na wolność Paul Young chciał otworzyć dom drugiej szansy dla byłych więźniów. Brakowało mu tylko jednego domu by mieć przewagę podczas głosowania w związku właścicieli Wisteria Lane. Lynette ostrzegła sąsiadów by nie sprzedali domu Paulowi a Andrew był jednym z tych mieszkańców, który zdeklarowali się, że tego nie zrobią.
Wkrótce mężczyzna zaczął pić zbyt dużo alkoholu. Karen McCluskey znalazła go w swoim salonie kompletnie pijanego. Alex zastanawiał się nawet nad odejściem od Andrew. Bree kazała mu zaczekać bo mu pomoże. Andrew poszedł nieświadomie z matką na spotkanie AA i tam zrobił jej scenę, ponieważ przyznał innym, że matka, bez wskazywania na nią, go kontrolowała. Nie poszedł na kolejne spotkanie, więc Bree, która nie odpuściła, zrobiła mu spotkanie w cztery oczy, w jego domu. Niestety, było już za późno, bo Alex odszedł od niego.
Miesiąc później, po 30 dniach trzeźwości, Bree była dumna z syna. Nie tylko za to, że walczył z uzależnieniem, ale też, że pomimo początkowych oporów Bree, wziął na siebie pełną odpowiedzialność za wypadek sprzed 11 lat. Przyznał się Carlosowi do tego, co zrobił jego matce. Uzyskał od niego wybaczenie bo był 16 − letnim dzieckiem, który mógł popełniać błędy.

### Sezon 8
Rok później sytuacja finansowa Andrew znacznie się pogorszyła. Spotkał on na swej drodze dziedziczkę wielomiliardowej fortuny, Mary Beth. Ona, w zamian za małżeństwo, zgodziła się spłacić jego zaległości finansowe. Były one już tak duże, że stracił dom przy 4350 Wisteria Lane. Interwencja jego matki zapobiegła zrealizowaniu takiego układu. Zaproponowała mu zamieszkanie z nią dopóki sam nie będzie w stanie zarabiać.
W ciągu kolejnych trzech lat od wesela Renee i Bena, Bree wyszła za mąż za Tripa Westona. Wyprowadziła się z nim do Louisville w stanie Kentucky.

## Ciekawostki
- Chłopak jest ateistą[6].
- Kiedy Andrew oświadczył Bree, że jest gejem, ona odpowiedziała: „Kochałabym cię nawet wtedy, gdybyś był mordercą” („I'd love you even if you were a murderer”)[6]. Te same słowa usłyszał Marc Cherry − scenarzysta serialu − od swej matki, gdy powiedział jej o swych preferencjach seksualnych[potrzebny przypis].
- Andrew pod koniec ósmego sezonu ważył 160 funtów, czyli 72 i pół kilograma[4].
- Jest też prawdopodobnie fanem serialu „Zagubieni”[10].

## Powiązane z postacią

### Alex Cominis
dr Alexander Cominis (Todd Grinnell) to były mąż Andrew i chirurg. Alex zagrał rolę w filmie pornograficznym, dla gejów pod tytułem "rozmieszczenie na tyłach", gdzie grał żołnierza. Zrobił to tylko dlatego, żeby opłacić studia medyczne. Uznał to za życiowy błąd.
Sezon 5
Hodge'owie poznali go przypadkowo po podpaleniu klubu "biały koń". Orson dzięki temu wypadkowi miał skrzywiony nos. Po przeprowadzeniu operacji przegrody nosowej, Bree zaprosiła Alexa do siebie wraz z Bobem i Lee. Na kolacji Alex ogłosił zaręczyny z Andrew. Bob i Lee natomiast powiedzieli Bree co nieco o przeszłości Alexa. Bree była w szoku, ale Andrew wiedział już o tym i rozumiał. Dzięki wizycie Meliny Cominis, doktor i Andrew otrzymali od Bree dom na 4350 Wisteria Lane. Alex szybko zdobył sobie uznanie Bree, gdyż pozwoliła mu by ograniczał ją w strofowaniu Orsona. Na wspólnej kolacji, Orson dowiedział się o podwyżce pasierba od Alexa.
Sezon 7
Dwa lata później Alex odszedł od Andrew, gdyż nie mógł się uporać z alkoholizmem swego męża. Zrobił tak nawet pomimo zapewnień teściowej, że pomoże ona w tym problemie.

### Justin
Justin (Ryan Carnes) to były chłopak Andrew i przyjaciel Jonathana Rowlanda.
Sezon 1
Przez przypadek matka jego przyjaciela usłyszała od niego podczas gry w kosza, że John ma romans z mężatką. Pół roku później Justin zgłosił się do Gabi, i zaszantażował ją by się z nim przespała bo nie wiedział, czy lubi chłopaków, czy dziewczyny. Gabi zdecydowanie odmówiła, ale ułatwiła mu zaakceptowanie jego homoseksualności. Wieczorem, Susan odkryła jak Justin i Andrew van de Kamp całowali się w basenie Youngów. Gabi zaszła w ciążę, dzięki oszustwu małżonka z tabletkami antykoncepcyjnymi. Justin miał pretensję do Gabi, że odrzuciła Johna jako potencjalnego ojca. Ta spoliczkowała go, co widział Carlos i nabrał podejrzeń. W końcu Gabi odkryła oszustwo Carlosa i sugerując, że ma kochanka, pojechała do Justina. Carlos widział jak Gabi przytuliła się do Justina i gdy odjechała, pobił chłopaka. Latynos uciekł z aresztu domowego, dlatego na miejsce przyjechała policja. Okazało się, że Carlos znowu pobił geja. Latynosowi wytoczono proces a Jonathan Lisco i Justin byli obecni na sali rozpraw. Carlos wiedział już z kim Gabi sypiała, więc rzucił się w kierunku Johna a po drodze powalił Justina na ziemię, zanim go obezwładniono.
Sezon 2
Andrew był przeciwny związkowi George'a z jego matką. Chłopak padł ofiarą manipulacji George'a przez co został wysłany na karny obóz przez matkę. Po śmierci aptekarza dowiedział się, że George zabił jego ojca. Zaprosił do domu Justina i zwierzył się mu z planu pogrążenia matki. Bree synowi zakazała się zbliżać do Justina po tym jak zobaczyła ich całujących się. Nazajutrz kazała go wyrzucić, gdyż nakryła ich nagich w jednym łóżku a Andrew zagroził matce policją, za to, że nie uratowała George'a, przed samobójstwem. Bree spoliczkowała syna za to, że nazwał ją starą alkoholiczką. W zamian Andrew kazał ubrać stary pierścionek matki na dłoń Justinowi i siebie uderzyć. Miało to wyglądać na to, że Bree biła Andrew. Wdowa po Rexie nakryła syna na zakupach skradzioną jej kartą kredytową. Andrew wysnuł przeciw niej, przy Justinie, argumenty o molestowaniu seksualnym. Gdy do Andrew zawitali spowinowacona babcia Eleanor i dziadek, Henry Mason, dla Bree i Justina pojawiło się zagrożenie, że Andrew wyprowadzi się do nich. Justin wyznał Bree, że kocha jej syna. W zamian za to, że Andrew zostanie na Wisteria Lane, Justin pożyczył jej najgorszą z możliwych pornografii gejowskich, którą zobaczyli Masonowie. Dzięki temu cofnęli mu fundusz powierniczy i wyjechali. Bree powiedziała, że zaprosi Justina na kolację. Chłopak pojawił się ostatni raz na rodzinnej kolacji Van De Kampów z Peterem McMillan.

### Mary Beth
Mary Beth (Ashley Austin Morris) to była narzeczona Andrew. Rodzice Mary Beth wynaleźli mrożony krem "Mary Beth". Zbili na nim olbrzymi majątek, lecz ich córka stała się otyła. Jej spotkania Anonimowych Grubasów i spotkania zadłużonego Andrew w Anonimowych Alkoholikach doprowadziły ido tego, że spotkali się. Zostali parą. gdyż ona bo nie chciała być sama po tym jak zrzuciła 100 kg wagi a on, być biedny.
Sezon 8
Mary Beth została przedstawiona Bree, która to otworzyła oczy dziewczynie na to, że Andrew jest gejem i zasługuje na kogoś innego. Zorganizowała m.in. przyjęcie dla jego homoseksualnych przyjaciół by dowieść prawdy. Mary Beth wiedziała, że nie zbudują trwałego związku a już na pewno takiego, który będzie się opierać na zakłamaniu siebie. Mary Beth zerwała z Andrew i wyjechała do Wisconsin. Bree w zamian za to zaoferowała synowi wprowadzenie się do niej do czasu gdy poprawi swoją pozycję finansową.

### Sam Bormanis
Samuel "Sam" Bormanis (Bruce Jarchow) to były adwokat Andrew.
Sezon 2
Syn Bree wykorzystał fakt, że jego matka go spoliczkowała. Spreparował dowody przeciwko matce, jakoby go pobiła, gdyż użył jej pierścionka, którym uderzył go Justin. Bree doszła do wniosku, że chce on przejąć fundusz powierniczy i udała się na spotkania Anonimowych Alkoholików oraz wylała cały alkohol w domu. Chłopak błagał Bormanisa o wydostanie go z tego miejsca. Adwokat stwierdził tylko, że skoro kobieta się leczy, wytrąciła im potężną broń z dłoni. Ich jedyną szansą miało być przekonanie Bree przez syna, że jeśli jego klient odejdzie, będzie to dla wszystkich lepsze rozwiązanie. Bormanis podał listę świadków jacy mieli zeznawać w sądzie. Widnieli na niej m.in. Karen McCluskey i Lynette Scavo, której to dzieci uciekły od zamroczonej alkoholem Bree. Ta ostatnia sama poddała testowi Andrew i uznała, że kłamie. Tak też zeznała przez adwokatem. Pojawił się też w sądzie, ale rozprawę odwołał dziadek Andrew, Henry Mason.